# 비마 (신화)

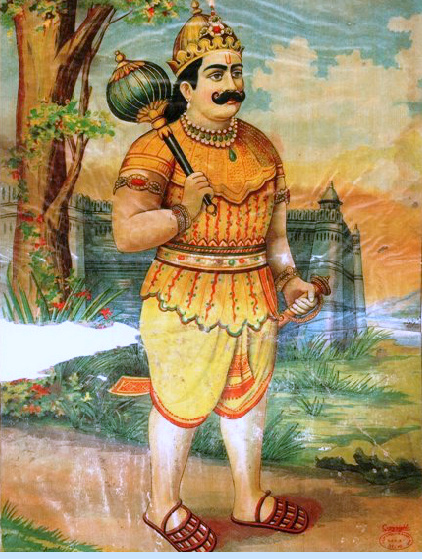
철퇴를 든 비마세나

비마세나 또는 비마(산스크리트어: भीम)는 힌두 서사시 마하바라타의 등장인물로, 판다바 5형제 중 차남이다. 비마는 강력한 힘의 소유자로, 주무기는 샤이카라는 이름의 철퇴다. 서사시 내내 비마의 강대한 힘은 여러 차례 묘사되며 찬양의 대상이 된다. 쿠루크셰트라 전쟁 때 적대 세력인 카우라바측의 수백 명을 죽였다.